# Powell (Familienname)
Powell ist ein ursprünglich patronymisch gebildeter englischer Familienname walisischer Herkunft mit der Bedeutung „Sohn des Howell“ (walis. Ap Howell).

## Namensträger

### A
- Adam Clayton Powell junior (1908–1972), US-amerikanischer Politiker
- Addison Powell (1921–2010), US-amerikanischer Schauspieler
- Agnes Baden-Powell (1858–1945), britische Pfadfinderin
- Albert Michael Powell (* 1937), US-amerikanischer Botaniker
- Alfred H. Powell (1781–1831), US-amerikanischer Politiker
- Alice Powell (* 1993), britische Rennfahrerin
- Alvas Powell (* 1994), jamaikanischer Fußballspieler
- Andrew Powell (* 1949), britischer Musiker, Produzent und Komponist
- Andrew Powell (Schauspieler), britischer Schauspieler
- Andy Powell (* 1950), britischer Rockmusiker
- Andy Powell (Rugbyspieler) (* 1981), walisischer Rugby-Union-Spieler
- Anthony Powell (Schriftsteller) (1905–2000), britischer Schriftsteller
- Anthony Powell (Kostümbildner) (1935–2021), britischer Kostümbildner
- Anthony Powell (Szenenbildner) (* 1943), deutsch-britischer Szenenbildner
- Anton Powell (1947–2020), britischer Klassischer Philologe und Althistoriker
- Arthur E. Powell (1882–1969), englischer Theosoph
- Arthur William Baden Powell (1901–1987), neuseeländischer Zoologe (Malakologe)
- Asafa Powell (* 1982), jamaikanischer Leichtathlet
- Aubrey Powell (Fußballspieler) (1918–2009), walisischer Fußballspieler
- Aubrey Powell (Grafikdesigner) (* 1946), britischer Grafikdesigner, Mitgründer von Hipgnosis

### B
- Baden Powell de Aquino (1937–2000), brasilianischer Musiker
- Benny Powell (1930–2010), US-amerikanischer Jazzposaunist
- Beverly E. Powell (1912–2011), US-amerikanischer Generalleutnant
- Billy Powell (William Norris Powell; 1952–2009), US-amerikanischer Keyboarder
- Bobby Powell (Musiker) (* 1948), US-amerikanischer Bluesmusiker und -pianist
- Bobby Powell (Politiker) (* 1981), US-amerikanischer Politiker
- Brian Powell (1973–2009), US-amerikanischer Baseballspieler
- Brittney Powell (* 1972), deutsch-amerikanische Schauspielerin
- Bud Powell (1924–1966), US-amerikanischer Jazzpianist

### C
- Caroline Powell (* 1973), neuseeländische Vielseitigkeitsreiterin
- Casey Powell (* 1976), US-amerikanischer Lacrosse-Spieler
- Cecil Powell (1903–1969), englischer Kernphysiker
- Chantz Powell (* 1998), US-amerikanischer Trompeter, Schauspieler, Stepptänzer und Produzent
- Charles Powell (* 1941), britischer Diplomat, Politiker und Geschäftsmann
- Charlie Powell (1932–2014), US-amerikanischer American-Football-Spieler
- Chris Powell (* 1969), englischer Fußballspieler
- Clive Powell, eigentlicher Name von Georgie Fame (* 1943), britischer Musiker
- Colin Powell (1937–2021), US-amerikanischer Offizier und Politiker, Außenminister
- Corne Powell (* 1974), namibischer Rugby-Union-Spieler
- Cozy Powell (1947–1998), englischer Schlagzeuger
- Cuthbert Powell (1775–1849), US-amerikanischer Politiker
- Cynthia Powell, Geburtsname von Cynthia Lennon (1939–2015), englische Ehefrau von John Lennon

### D
- Dana Powell (* 1974), US-amerikanische Schauspielerin
- Daren Powell (* 1978), jamaikanischer Cricketspieler
- Darren Powell (Fußballspieler, 1972) (* 1972), englischer Fußballspieler und -trainer
- Darren Powell (Fußballspieler, 1976) (* 1976), englischer Fußballspieler und -trainer
- Darren Powell (Schauspieler), US-amerikanischer Schauspieler
- Darryl Powell (* 1971), jamaikanischer Fußballspieler
- David Powell (Schauspieler) (1883–1925), schottischer Schauspieler der Stummfilmzeit
- David Powell (Fußballspieler) (* 1944), walisischer Fußballspieler
- David Powell (Tischtennisspieler) (* 1991), australischer Tischtennisspieler
- Debbie Mucarsel-Powell (* 1971), US-amerikanische Politikerin
- Dick Powell (1904–1963), US-amerikanischer Schauspieler
- Dina Powell (* 1973), US-amerikanische Bankmanagerin, Beraterin von US-Präsident Donald Trump
- Dirk Powell (* 1969), US-amerikanischer Fiddle-, Banjo- und Akkordeonspieler, Musikpädagoge und Komponist
- Don Powell (Schauspieler), US-amerikanischer Schauspieler, Komponist und Sänger
- Don Powell (Musiker) (* 1946), britischer Musiker, Schlagzeuger der Rockband Slade
- Donna Powell (* 1968), australische Badmintonspielerin
- Drew Powell (* 1976), US-amerikanischer Schauspieler
- Dwight Powell (* 1991), kanadischer Basketballspieler

### E
- E. Henry Powell (1839–1911), US-amerikanischer Anwalt und Politiker
- Earl Alexander Powell III (* 1943), US-amerikanischer Kunsthistoriker
- Edward Alexander Powell (1879–1957), US-amerikanischer Schriftsteller
- Eleanor Powell (1912–1982), US-amerikanische Tänzerin und Schauspielerin
- Eline Powell (* 1990), belgische Schauspielerin
- Ella Powell (* 2000), walisische Fußballspielerin
- Enoch Powell (1912–1998), britischer Politiker
- Eric Powell (* 1975), US-amerikanischer Comicautor
- Eric Walter Powell (1886–1933), englischer Ruderer
- Ernie Powell (* 1912), US-amerikanischer Saxophonist

### F
- Frank Powell (1883–1946), walisischer Fußballspieler und -trainer
- Frederick Thomas Powell (1806/07–1859), britisch-indischer Marineoffizier und Kartograph
- Frederick York Powell (1850–1904), britischer Historiker

### G
- G. Bingham Powell, Jr. (* 1942), US-amerikanischer Politikwissenschaftler
- Gareth L. Powell (* 1970), britischer Schriftsteller
- Gary Powell (* 1969), US-amerikanischer Schlagzeuger
- George Powell (Polarforscher) (1794–1824), britischer Robbenjäger und Polarforscher
- George Powell (Golfspieler) (George Francis Powell; 1869–1927), US-amerikanischer Golfspieler
- George Powell-Shedden (1916–1994), britischer Bobfahrer
- Glen Powell (* 1988), US-amerikanischer Schauspieler, Filmproduzent und Drehbuchautor

### H
- Hannah Powell (* 1992), britische Gewichtheberin
- Harold Powell (1875–1953), britischer Apotheker, Botaniker und Insektenkundler
- Hayden Powell (* 1983), britischer Jazzmusiker
- Herbert B. Powell (1903–1998), US-amerikanischer General und Diplomat
- Hope Powell (* 1966), englische Fußballspielerin und -trainerin

### I
- Isaac Cole Powell (* 1994), amerikanischer Schauspieler und Model
- Israel Wood Powell (1836–1915), britischer Arzt, Politiker und Unternehmer
- Ivor Powell (1916–2012), walisischer Fußballspieler und -manager

### J
- Jaime Eduardo Powell, argentinischer Paläontologe
- James M. Powell (1930–2011), US-amerikanischer Historiker
- Jane Powell (geb. Suzanne Lorraine Burce; 1929–2021), US-amerikanische Schauspielerin
- Janet Powell (1942–2013), australische Politikerin
- Jeff Powell (* 1976), kanadischer Ruderer
- Jenny Powell (* 1968), britische Moderatorin
- Jerome Powell (* 1953), US-amerikanischer Jurist, Finanzbeamter und Präsident der Federal Reserve
- Jesse Powell (Saxophonist) (1924–1982), US-amerikanischer Saxophonist und Bandleader
- Jesse Powell (Footballspieler) (1947–2012), US-amerikanischer American-Football-Spieler
- Jesse Powell (Sänger) (1970–2022), US-amerikanischer Sänger
- Jevaughn Powell (* 2000), jamaikanischer Sprinter
- Jody Powell (Joseph Lester Powell; 1943–2009), US-amerikanischer Politiker und Regierungssprecher
- John Powell (Politiker) (1809–1881), kanadischer Politiker, Bürgermeister von Toronto
- John Powell (Pianist) (1882–1963), US-amerikanischer Pianist und Komponist
- John Powell (Mittelstreckenläufer) (1910–1982), britischer Mittelstreckenläufer
- John Powell (Diskuswerfer) (1947–2022), US-amerikanischer Diskuswerfer
- John Powell (Filmkomponist) (* 1963), britischer Filmmusikkomponist
- John Powell (Fußballspieler) (* 1966), walisischer Fußballspieler
- John Powell (Rallyefahrer), trinidadischer Rallyefahrer
- John Powell-Jones (1925–2012), britischer Diplomat
- John U. Powell (1865–1935), britischer Klassischer Philologe
- John Wesley Powell (1834–1902), US-amerikanischer Geologe und Kartograph
- Jonathan Powell (Produzent) (* 1947), britischer Fernsehproduzent
- Jonathan Powell (Diplomat) (* 1956), britischer Diplomat
- Jonathan Powell (Pianist) (* 1969), britischer Pianist und Komponist
- Jonathan Powell (Cricketspieler) (* 1979), britischer Cricketspieler
- Jonathan Powell (Trompeter) (* 1982), US-amerikanischer Jazzmusiker
- Joseph Powell (Politiker) (1828–1904), US-amerikanischer Politiker
- Josh Powell (* 1983), US-amerikanischer Basketballspieler
- Julie Powell (1973–2022), US-amerikanische Autorin

### K
- Katrina Powell (* 1972), australische Hockeyspielerin
- Keith Powell (* um 1980), US-amerikanischer Schauspieler
- Kenneth Powell (Tennisspieler) (1885–1915), britischer Hürdenläufer und Tennisspieler
- Kenneth Powell (Leichtathlet) (1940–2022), indischer Leichtathlet

### L
- Lazarus W. Powell (1812–1867), US-amerikanischer Politiker
- Lee Powell (Schauspieler) (1908–1944), US-amerikanischer Schauspieler
- Lee Powell (Fußballspieler) (* 1973), walisischer Fußballspieler
- Lester Powell (1912–1993), britischer Journalist, Schriftsteller, Hörspiel- und Drehbuchautor
- Leven Powell (1737–1810), US-amerikanischer Politiker
- Lewis Powell (1844–1865), US-amerikanischer Verschwörer
- Lewis F. Powell (1907–1998), US-amerikanischer Jurist und Richter
- Lisa Powell (* 1970), australische Hockeyspielerin
- Louise Powell (1882–1956), britische Keramikerin und Kalligrafin
- Lucy Powell (* 1974), britische Politikerin

### M
- Magnus Powell (* 1974), schwedischer Fußballspieler
- Marcel Powell (* 1982), brasilianischer Gitarrist
- Marshawn Powell (* 1990), US-amerikanischer Basketballspieler
- Maud Powell (1867–1920), US-amerikanische Violinistin
- Maxine Powell († 2013), US-amerikanische Choreographin
- Mel Powell (1923–1998), US-amerikanischer Jazzpianist
- Micha Powell (* 1995), kanadische Leichtathletin
- Michael Powell (1905–1990), britischer Filmregisseur
- Michael Powell (Lacrossespieler) (* 1982), US-amerikanischer Lacrossespieler
- Michael J. D. Powell (Michael James David Powell; 1936–2015), britischer Mathematiker
- Mike Powell (* 1963), US-amerikanischer Leichtathlet
- Morgan Powell (* 1938), US-amerikanischer Komponist, Jazzposaunist und Musikpädagoge

### N
- Nancy Jo Powell (* 1947), US-amerikanische Diplomatin
- Natalie Powell (* 1990), britische Judoka
- Nick Powell (* 1994), englischer Fußballspieler
- Nicole Powell (* 1982), US-amerikanische Basketballspielerin
- Norman Powell (* 1993), US-amerikanischer Basketballspieler
- Nosher Powell († 2013), britischer Boxer und Schauspieler

### O
- Olave Baden-Powell (1889–1977), britische Pfadfinderin
- Olivia Powell (* 1967), deutsche Hörfunkmoderatorin

### P
- Padgett Powell (* 1952), US-amerikanischer Schriftsteller
- Paulus Powell (1809–1874), US-amerikanischer Politiker
- Philip Wayne Powell (1913–1987), US-amerikanischer Historiker
- Philippe Baden Powell (* 1978), französisch-brasilianischer Musiker

### R
- Rice Powell (* 1955), US-amerikanischer Manager, Vorstandsvorsitzender von Fresenius Medical Care
- Richard Powell (Mediziner) (1767–1834), englischer Mediziner
- Richard Powell (Ruderer) (* 1960), australischer Ruderer
- Richard Ewing Powell (1904–1963), US-amerikanischer Schauspieler, siehe Dick Powell
- Richard P. Powell (1908–1999), US-amerikanischer Schriftsteller
- Richie Powell (1931–1956), US-amerikanischer Jazz-Pianist, Komponist und Arrangeur
- Robert Powell (Schauspieler) (* 1944), britischer Schauspieler
- Robert Powell (Zoologe) (* 1948), US-amerikanischer Herpetologe
- Robert Baden-Powell (1857–1941), britischer Offizier und Gründer der Pfadfinderbewegung
- Robert Branks Powell (1881–1917), kanadischer Tennisspieler
- Roger Powell (Basketballspieler) (* 1983), amerikanischer Basketballspieler
- Roger A. Powell (* um 1945), englischer Badmintonspieler
- Ron Powell (1929–1992), walisischer Fußballtorwart
- Ronnie Powell (* 1947), englischer Fußballspieler
- Rovman Powell (* 1993), Cricketspieler der West Indies
- Roy Powell (* 1965), britischer Jazzpianist
- Rudy Powell (1907–1976), US-amerikanischer Saxophonist
- Ryan Powell (* 1978), US-amerikanischer Lacrosse-Spieler

### S
- Samuel Powell (1776–1841), US-amerikanischer Politiker
- Sandy Powell (Komiker) (Albert Arthur Powell; 1900–1982), britischer Komiker
- Sandy Powell (Kostümbildnerin) (* 1960), britische Kostümbildnerin
- Schillonie Calvert-Powell (* 1988), jamaikanische Leichtathletin
- Sechew Powell (* 1979), US-amerikanischer Boxer
- Seldon Powell (1928–1997), US-amerikanischer Jazzmusiker
- Sidney Powell (* 1955), US-amerikanische Anwältin
- Specs Powell (1922–2007), US-amerikanischer Jazz-Schlagzeuger
- Stacie Powell (* 1985), britische Wasserspringerin
- Steve Powell (* 1955), englischer Fußballspieler und -trainer
- Susan Powell (* 1947), US-amerikanische Schauspielerin

### T
- Teddy Powell (1905–1993), US-amerikanischer Sänger, Komponist und Bandleader
- Thomas Powell (Eishockeyspieler) (* 1986), australischer Eishockeyspieler
- Thomas George Eyre Powell (1916–1975), britischer Archäologe
- Thomas Reed Powell (1880–1955), US-amerikanischer Rechts- und Politikwissenschaftler
- Tim Powell (* 1979), britischer Songschreiber, Musikproduzent und Mixer
- Tiny Powell (1922–1984), US-amerikanischer Gospel- und Bluessänger
- Tony Powell (Leichtathlet) (Anthony Joseph Burwood Powell; * 1943), kanadischer Sprinter
- Tony Powell (Fußballspieler) (* 1947), englischer Fußballspieler
- Tony Powell (Cricketspieler) (Tony Orlando Powell; * 1972), jamaikanischer Cricketspieler
- Tristram Powell (* 1940), britischer Film- und Fernsehregisseur und Drehbuchautor

### W
- Walter E. Powell (1931–2020), US-amerikanischer Politiker
- Walter W. Powell (* 1951), US-amerikanischer Soziologe und Hochschullehrer
- Warington Baden-Powell (1847–1921), britischer Kronanwalt und Pfadfinder
- Wesley Powell (1915–1981), US-amerikanischer Politiker
- Wilfred Mansell Powell (1853–1942), britischer Diplomat und Forschungsreisender
- William Powell, 1. Baronet (um 1624–1680), englischer Adliger und Politiker
- William Powell (1892–1984), US-amerikanischer Schauspieler
- William Powell (Sänger) (1942–1977), US-amerikanischer Sänger
- William Powell (Politiker, II), britischer Politiker (Welsh Liberal Democrats)
- William Bramwell Powell (1836–1904), US-amerikanischer Pädagoge
- William Edward Powell (1788–1865), britischer Politiker
- William Henry Powell (1823–1879), US-amerikanischer Maler
- William Henry Powell (Brigadegeneral) (1825–1904), US-amerikanischer Brigadegeneral
- William Norris Powell (1952–2009), US-amerikanischer Keyboarder, siehe Billy Powell
- William Powell (Tennisspieler), ein britischer Tennisspieler

### Z
- Zeb Powell (* 2000), US-amerikanischer Snowboarder